# Lochverstärkungsring
Werden gelochte und abgeheftete Blätter dem Ordner oft entnommen oder in diesem umgeblättert, so können die Lochungen durch die mechanische Beanspruchung ausfransen oder reißen.
Mit Lochverstärkungsringen, kurz Lochverstärkern, können solche Schäden meistens repariert werden.
Die selbstklebenden Ringe aus Kunststofffolie fixieren das beschädigte Papier in der gewünschten Position und verstärken es gegen eine erneute Beschädigung. Lochverstärker können auch vorsorglich angebracht werden, um es gar nicht erst zum Ausreißen kommen zu lassen. Hierzu finden sie auch im Bastelbereich Anwendung. Die Folie ist meist weiß oder transparent. In früherer Zeit wurde eine Art Kraftpapier verwendet. Die Lochverstärkungsringe werden im Bogen oder im Spenderkarton geliefert.
Da die so verstärkten Blätter geringfügig dicker werden, können in einem Ordner unter Umständen weniger Blätter als vorher abgeheftet werden.

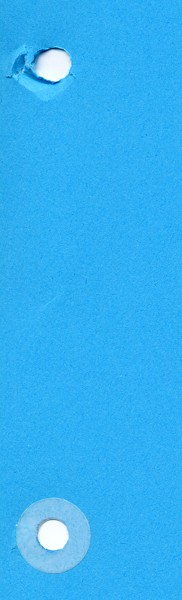
Ausgerissene Lochungen, davon eine verstärkt
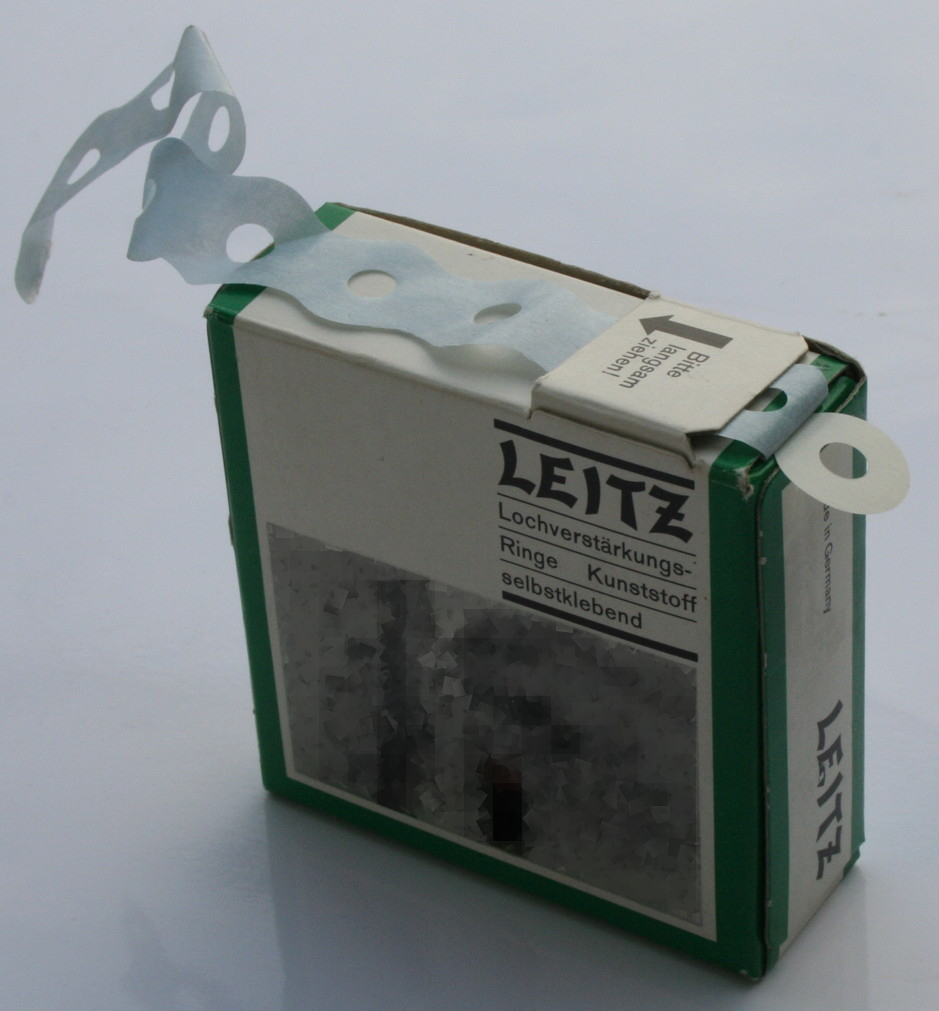
Lochverstärkungsringe im Spender
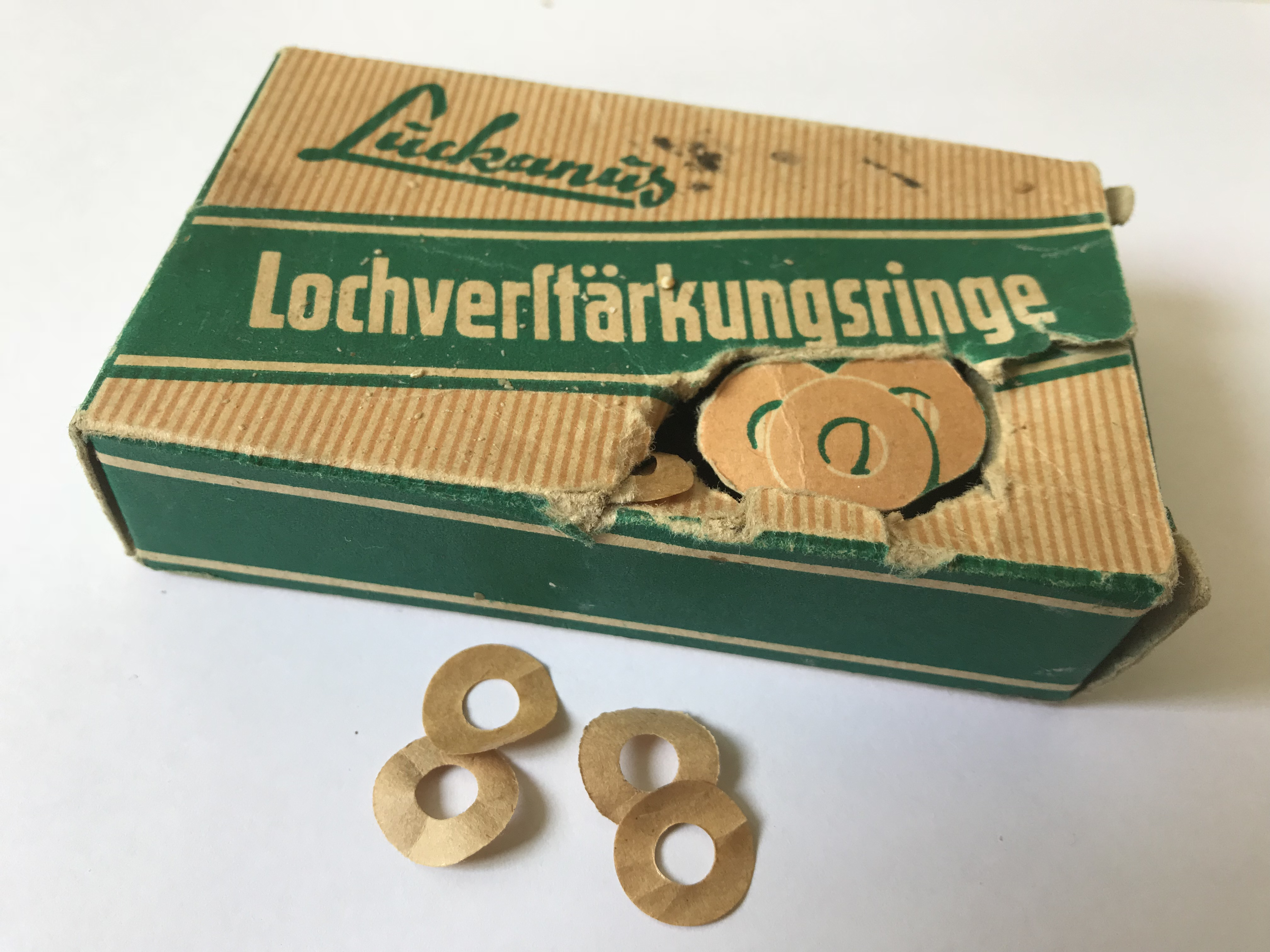
Klebefähig gummierte Lochverstärkungsringe und Spenderbox (DDR)